# ناحية الحمراء
ناحية الحمراء إحدى نواحي سوريا تتبع إداريّاً لمحافظة حماة منطقة حماة ومركزها بلدة الحمراء، بلغ تعداد سكان الناحية 32,604 نسمة حسب التعداد السكاني لعام 2004.

## بلدات وقرى ناحية الحمراء
أبو عجوة، الالا، الغنز، عرفة، عزيزية، البارودية، بيوض، دلة، دوما (حماة)، الفيضة، الحمراء، حوايس أم جرن، الهيمانة (الهيجانة)، حزم، جانات الصوارنة، جب العثمان، جب الصفا، جنينة، المجدوعة (جدوعة شمالية)، ملولح، مويلح الصوارنة، معكر الشمالي، القناطر، قصر علي، قصر بن وردان، ربدة، رأس الين، رسم الضاهرية، رسم الورد، الرحية، شيحة، السماقية القبلية، سروج، الطرفاوي، ثروة (تروت، طليحات، طوال دباغين، أم تريكية القبلية، أم زهمك، الزغبة، الحليبية، أم حبس، حوايس بن هديب، رسم العنز، جب الحنطة، الأميرية.